# Prix Gontaut-Biron
Groupe III
Le prix Gontaut-Biron est une course de groupe III en France ouverte aux pur-sang âgés de quatre ans ou plus. Il se déroule à Deauville sur une distance de 2 000 mètres et a lieu chaque année au mois d'août,,.

## Palmarès
| Année | Vainqueur          | Pays        | Père               | Jockey                | Entraîneur           | Propriétaire                           | Temps   |
| ----- | ------------------ | ----------- | ------------------ | --------------------- | -------------------- | -------------------------------------- | ------- |
| 2022  | Wally              | France      | Siyouni            | Cristian Demuro       | Jean-Claude Rouget   | Écurie Jean-Pierre Barjon              | 2'06"16 |
| 2021  | Wally              | France      | Siyouni            | Cristian Demuro       | Jean-Claude Rouget   | Écurie Jean-Pierre Barjon              | 2'07"27 |
| 2020  | Skalleti           | France      | Kendargent         | Pierre-Charles Boudot | Jérôme Reynier       | Jean-Claude Seroul                     | 2'12"51 |
| 2019  | Olmedo             | France      | Declaration of War | Cristian Demuro       | Jean-Claude Rouget   | Antonio Caro & Gérard Augustin-Normand | 2'06"05 |
| 2018  | Talismanic         | France      | Mediglia d'Oro     | Mickael Barzalona     | André Fabre          | Écurie Godolphin                       | 2'09"72 |
| 2017  | First Sitting      | Royaume-Uni | Dansili            | Gérald Mossé          | Chris Wall           | Bringloe & Clarke                      | 2'06"11 |
| 2016  | New Bay            | France      | Dubawi             | Vincent Cheminaud     | André Fabre          | Écurie Khalid Abdullah                 | 2'12"67 |
| 2015  | Bello Matteo       | France      | Montmartre         | Alexis Badel          | Romain Le Gal        | Rocco Stasi                            | 2'07"50 |
| 2014  | Cocktail Queen     | France      | Motivator          | Alexis Badel          | Myriam Bollack-Badel | Jeff Smith                             | 2'09"90 |
| 2013  | Petit Chevalier    | Allemagne   | High Chaparral     | Maxime Guyon          | William Mongil       | Rennstall Gestüt Hachstee              | 2'08"00 |
| 2012  | Don Bosco          | France      | Barathea           | Gregory Benoist       | David Smaga          | Omar Sharif                            | 2'06"29 |
| 2011  | Cirrus des Aigles  | France      | Even Top           | Franck Blondel        | Corine Barande-Barbe | Jean-Claude-Alain Dupouy               | 2'08"60 |
| 2010  | Vision d'Etat      | France      | Chichicastenango   | Olivier Peslier       | Eric Libaud          | Jacques Detré & Éric Libaud            | 2'12"10 |
| 2009  | Crossharbour       | France      | Zamindar           | Stéphane Pasquier     | André Fabre          | Écurie Khalid Abdullah                 | 2'04"00 |
| 2008  | Boris de Deauville | France      | Soviet Star        | Dominique Bœuf        | Stéphane Wattel      | Magalen Bryant & Laurent Haegel        | 2'06"70 |
| 2007  | Echo of Light      | Royaume-Uni | Dubaï Millennium   | Frankie Dettori       | Saeed bin Suroor     | Écurie Godolphin                       | 2'05"40 |
| 2006  | Atlantic Air       | France      | Kaldounévées       | Thierry Thulliez      | Yves de Nicolay      | Antonia Devin                          | 2'12"40 |
| 2005  | Sweet Stream       | France      | Shantou            | Stéphane Pasquier     | John Hammond         | Team Valor                             | 2'07"90 |
| 2004  | Special Kaldoun    | France      | Alzao              | Dominique Bœuf        | David Smaga          | Henri Chalhoub                         | 2'13"20 |
| 2003  | Carnival Dancer    | Royaume-Uni | Sadler's Wells     | Olivier Peslier       | Amanda Perrett       | Cheveley Park Stud                     | 2'10"00 |
| 2002  | Wellbeing          | France      | Sadler's Wells     | Thierry Thulliez      | Pascal Bary          | Plantation Stud                        | 2'06"50 |
| 2001  | Slew the Red       | France      | Red Ransom         | Olivier Peslier       | André Fabre          | Maktoum Al Maktoum                     | 2'11"90 |
| 2000  | Agol Lack          | France      | Gulch              | Olivier Peslier       | André Fabre          | Sultan Al Kabeer                       | 2'01"40 |
| 1999  | Dream Well         | France      | Sadler's Wells     | Sylvain Guillot       | Pascal Bary          | Écurie Niarchos                        | 2'20"40 |
| 1998  | Running Stag       | Royaume-Uni | Cozzene            | Ray Cochrane          | Philip Mitchell      | Richard Cohen                          | 2'05"50 |
| 1997  | Lord of Men        | Royaume-Uni | Groom Dancer       | Sylvain Guillot       | John Gosden          | Écurie Cheikh Mohammed                 | 2'08"60 |
| 1996  | Carling            | France      | Garde Royale       | Thierry Thulliez      | Corine Barande-Barbe | Teruya Yoshida                         | 2'09"30 |
| 1995  | Hernando           | France      | Niniski            | Cash Asmussen         | John Hammond         | Écurie Niarchos                        | 2'07"30 |
| 1994  | Hernando           | France      | Niniski            | Cash Asmussen         | François Boutin      | Écurie Niarchos                        | 2'10"00 |
| 1993  | Urban Sea          | France      | Miswaki            | Cash Asmussen         | Jean Lesbordes       | David Tsui                             | 2'06"30 |
| 1992  | Corrupt            | Royaume-Uni | Lear Fan           | Frankie Dettori       | Peter Chapple-Hyam   | Fathi Kalla                            | 2'14"40 |
| 1991  | Muroto             | France      | Busted             | Gérald Mossé          | François Boutin      | Gerry Oldham                           | 2'06"70 |
| 1990  | Mister Riv         | France      | River River        | Thierry Jarnet        | Antonio Spanu        | Jean-Bernard Fetoux                    | 2'08"60 |
| 1989  | Emmson             | Royaume-Uni | Ela-Mana-Mou       | Willie Carson         | Dick Hern            | Sir Michael Sobell                     | 2'10"40 |
| 1988  | Ruffle             | France      | High Line          | Maurice Philipperon   | Edouard Bartholomew  | Sir Robin McAlpine                     | 2'05"80 |
| 1987  | Arc                | France      | Pharly             | Alfred Gibert         | Peter Lautner        | Stall Weissenhof                       |         |
| 1986  | Over the Ocean     | France      | Super Concorrde    | Alain Badel           | Georges Mikhalidès   | Mahmoud Fustok                         |         |
| 1985  | Cariellor          | France      | Fabulous Dancer    | Lester Piggott        | André Fabre          | Suzy Volterra                          |         |
| 1984  | Bedtime            | Royaume-Uni | Bustino            | Brian Taylor          | Dick Hern            | 3rd Earl of Halifax                    |         |
| 1983  | General Holme      | France      | Noholme            | Freddy Head           | Olivier Douieb       | Écurie Khalid Abdullah                 |         |
| 1982  | Great Substence    | France      | Pretense           | Alfred Gibert         | Mitri Saliba         | Mahmoud Fustok                         |         |
| 1981  | Nemr               | France      | Thatch             | Alfred Gibert         | Mitri Saliba         | Mahmoud Fustok                         |         |
| 1980  | Armistice Day      | France      | Rheingold          | Yves Saint-Martin     | C. de Watrigant      | Luis Urbano Sanabria                   |         |
| 1979  | Rusticaro          | France      | Caro               | Yves Saint-Martin     | Richard Carver Jr.   | Brendan Kelly                          |         |

## Vainqueurs notables
- Urban Sea (1993) : Après une victoire de Listed au Lion d'Angers, Urban Sea rentre en France où elle remporte une deuxième course de niveau groupe, le Prix Gontaut-Biron, qui lui servira de préparatoire au Prix de l'Arc de Triomphe se disputant deux mois après à Longchamp.
- Cirrus des Aigles (2011) : Déjà quintuple lauréat de groupe, Cirrus des Aigles remporte un sixième groupe avec le prix Gontaut-Biron qui lui servira de préparatoire au Grand prix de Deauville quinze jours plus tard.